# アグネス・フォン・ヘッセン

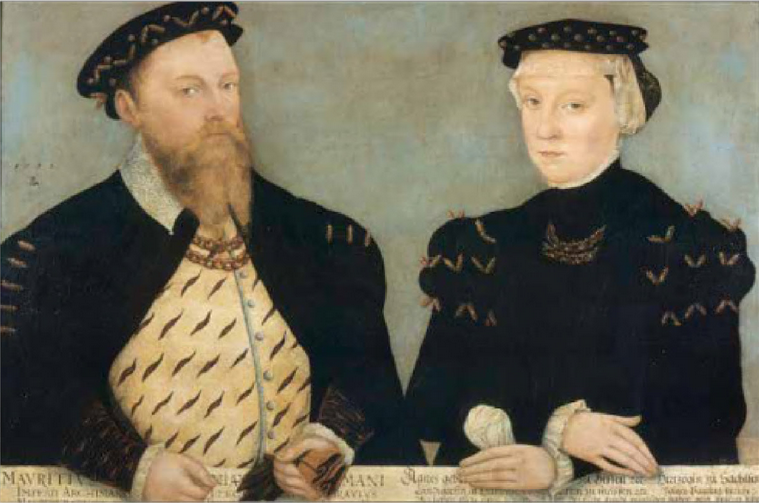
アグネスと夫モーリッツ（クラナッハ画）

アグネス・フォン・ヘッセン（ドイツ語：Agnes von Hessen, 1527年5月31日 - 1555年11月4日）は、ザクセン選帝侯モーリッツの妃。

## 生涯
アグネスはヘッセン方伯フィリップ1世とその最初の妃クリスティーナ・フォン・ザクセンの娘である。ブラウンシュヴァイク＝リューネブルク公エーリヒ2世と婚約していたが、1543年に解消された。翌1544年1月9日にザクセン公モーリッツと結婚した。この結婚はその当時としては珍しくモーリッツとアグネスが自分たちで決めたものであった。現存する手紙から、2人の間に友情と信頼が続いていたことがうかがえ、モーリッツはアグネスに政治的戦略についても知らせていた。1549年に母クリスティーナが死去した後、アグネスは妹たちを育ることに腐心した。
夫モーリッツはジーヴァスハウゼンの戦いでの怪我がもとで1553年7月9日に死去した。アグネスは1555年5月26日にザクセン公ヨハン・フリードリヒ2世と再婚したが、この時すでに健康状態が思わしくなく、流産のため結婚から半年後に死去した。しかし、ヴァイマルのヘルダー教会の聖歌隊の無名の人物は、毒殺であるとしている。死因については現在のところ推測しかできないが、アグネスが最初の夫モーリッツと敵対していたエルネスティン家のヨハン・フリードリヒ2世と結婚したという事実から、毒殺の可能性も否定できない。アルベルティン家が、アグネスが秘密をエルネスティン家に漏らすのではないかと恐れた可能性もある。

## 子女
最初の夫ザクセン選帝侯モーリッツとの間に2子をもうけた。
- アンナ（1544年 - 1577年） - オラニエ公ウィレム1世と結婚
- アルブレヒト（1545年11月28日 - 1546年4月12日）